# Marketing agroalimentaire
Le marketing agroalimentaire désigne l’ensemble des techniques et méthodes visant à promouvoir la vente d’un produit ou d'une transformation issu du secteur agro-alimentaire en créant un besoin jusque-là inexistant ou en décelant les attentes du consommateur. Basé sur une étude approfondie du marché, le marketing agroalimentaire permet ainsi de définir une stratégie commerciale en déterminant le prix des produits, la communication et les circuits de distribution.

## Histoire
La fin XVIIIe siècle marque l'arrivée d'une nouvelle possibilité de conservation des aliments avec l'invention de la conserve. À la suite de la révolution industrielle du XIXe siècle, l'émergence de l'agriculture intensive et l'industrie agroalimentaire va permettre de produire et transformer des aliments en masse. Ce siècle verra la fondation des grandes firmes de ce secteur (Nestlé en Suisse, Unilever aux Pays-Bas et au Royaume-Uni, Armour and Company aux États-Unis, Liebig en Allemagne, etc.). L’évolution du secteur agroalimentaire est donc en relation avec l'intensification de l’agriculture et de sa productivité mais aussi grâce aux innovations techniques telles que la conserve, le réfrigérateur et les emballages intelligents, on observe le développement de nouveaux modèles de consommation qui contribue également à l’évolution du secteur agroalimentaire. Le client consomme ce que produit l’industrie, c’est l’émergence du marketing de l’offre.

## Contexte
L’industrie agroalimentaire est le premier secteur industriel français avec 492 727 salariés répartis dans tout le territoire national. Elle comptabilise en 2013 un chiffre d’affaires de 160,5 milliards d’euros grâce à l’activité des 11 852 entreprises du secteur. Comparée aux autres activités manufacturières, elle résiste mieux à la crise économique que traverse le pays. Cela s’explique par l’inertie des dépenses alimentaires des ménages.
Les produits agroalimentaires sont consommés principalement par les ménages (54 %). Le reste se répartit entre les consommations intermédiaires (32 %) et l'exportation (14 %). L’industrie agroalimentaire continue de dégager un excédent toujours en hausse depuis 2009, en effet les exportations progressent plus vite (+11,6 % en 2011) que les importations (+8,1 %). Il s'agit d'un secteur où l’« offre produit » est importante, et il devient nécessaire de se démarquer pour séduire le consommateur. Cela engendre une concurrence accrue dans ce secteur, et surtout entre les distributeurs. On observe d’ailleurs des alliances se former entre les distributeurs afin d’influencer les négociations commerciales avec l’industrie agroalimentaire (Casino - Intermarché, Auchan - Super U). Ces initiatives sont dénoncées par l’Association Nationale des Industries Alimentaires (ANIA), car elles impliquent, selon l’organisation, de nouvelles remises et marges arrière que devront concéder les transformateurs aux distributeurs.

## Plan d'action
Après avoir défini une stratégie marketing (portefeuille de combinaisons produit - marché cible), un transformateur ou un distributeur définit un plan d’action, appelé « mix-marketing » dans le jargon de ce milieu. Ce plan concourt à la réalisation de cinq objectifs : faire connaître le produit au consommateur et lui donner envie de l’acheter, faire qu’il le trouve facilement lors de l’achat en magasin, faire qu’il l’essaye, faire qu’il le rachète, et faire qu’il augmente sa consommation et sa quantité achetée.
Le mix-marketing, outil utilisé par les responsables marketing, définit quatre paramètres d’étude que sont le produit, le prix, la communication et la distribution.

### Politique du produit
Dans l’approche marketing, un produit est un panier d’attributs physiques, symboliques et de service destinés à satisfaire le consommateur et lui apporter des bénéfices.
Les attributs physiques désignent l’aspect du produit (texture, composition, couleur, forme, taille, poids), sa saveur et l’emballage qui le contient (conditionnement primaire et/ou secondaire). Les attributs symboliques sont les significations et valeurs du produit qu’un fabricant souhaite transmettre au consommateur à travers, entre autres, le nom de marque, le logo et le pays d’origine. Par exemple, cela peut être le gage d’un savoir-faire, l’assurance de consommer un produit sain, gourmand, ou de qualité, ou encore le sentiment d’avoir ce qu’il y a de mieux pour soi.
Les attributs de service regroupent l’ensemble des services associés au produit qu’offrent le fabricant au consommateur. Par exemple, un numéro d’appel pour contacter le service après-vente, un QR code pour accéder à des coupons de réduction ou des recettes sur mobile. Concernant les attributs de service d’un point de vente qu’offrent un distributeur aux clients, il y a le point d’accueil (informations, retraits de commandes, remboursements, échanges), le service de livraison (drive, retrait en magasin). Créer une offre produit nécessite d’offrir une préférence gustative au client, mais aussi d’être en accord avec ses attitudes et valeurs.

### Politique du prix
Le prix de vente au distributeur qu’un fabricant définit pour son produit dépend de sa stratégie de prix :
- stratégie d’écrémage : appliquer un prix supérieur à celui des concurrents,
- stratégie de pénétration : vendre moins cher que les concurrents,
- stratégie d’alignement : pratiquer un prix similaire à celui des concurrents.

Le prix de vente au consommateur qu’un distributeur définit pour un produit se forme de la manière suivante :
- prix d’achat fixé par un fabricant ou un intermédiaire (détaillant, grossiste). Outre le coût de la marchandise qui fluctue suivant le cours des marchés (céréales, lait, fruits et légumes, viandes bovine et porcine), sont inclus le prix d’emballage et la taxe éco-emballage[14] ;
- frais de personnel (employés magasins et hors magasins) ;
- autres frais supportés (location immobilière, publicité, stockage, transport) ;
- Taxe sur la Valeur Ajoutée (TVA) généralement à 5,5 % (et à 20 % pour certains produits ex : chocolat fourré)
- marge nette (ou bénéfice) voulue par le distributeur.

De manière générale, les prix des produits alimentaires sont souvent déterminés en fonction du niveau de la concurrence sur le marché et de la politique de distribution. De fait, plus le circuit est court, c’est-à-dire avec peu d’intermédiaires, moins les prix sont élevés.

### Politique de communication
La communication est un ensemble orienté d’informations, de messages, de signaux de toute nature qu’une organisation émet en direction de cibles diverses afin d’influencer les attitudes et les comportements des consommateurs. Le merchandising, le packaging, les labels, récompenses et certifications sont également des outils de communication visuelle auxquels ont recours les marques pour favoriser les achats d’impulsion. On peut citer le packaging transparent. Très à la mode dans les circuits de distribution, il répond au besoin croissant de clients en quête de transparence et de produits naturels et frais.

### Politique de distribution
Un fabricant met en œuvre une politique de distribution lorsqu’il a déterminé un couple produit - marché, c'est-à-dire lorsqu'il a trouvé un produit répondant à un besoin pressenti par un ensemble de consommateurs potentiels. Le but est de faire parvenir le produit au consommateur final. Il peut adopter une ou plusieurs stratégies de distribution qui vont déterminer son positionnement sur le marché :
- stratégie « d’évitement » : opter pour d’autres circuits afin de ne plus dépendre totalement de la grande distribution et de la restauration hors foyer (exemples : cantine scolaire, cafétéria, fast-food),
- stratégie de « premiumisation » : viser le haut de gamme alimentaire via les circuits les mieux adaptés,
- stratégie « d’image » : se développer dans les circuits permettant de mettre en valeur une identité spécifique,
- stratégie de « volume » : être présent dans l’ensemble des circuits afin de fournir une visibilité maximale du produit auprès des consommateurs.

D’après une enquête de consommation menée par le Centre de Recherche pour l'Étude et l'Observation des Conditions de vie (CREDOC), il existe comme circuits de distribution alimentaire : les hypermarchés, les supermarchés, les supérettes, les hard-discounts, les commerces de proximité, les épiceries de quartier, les marchés, les commerces alimentaires spécialisés, les magasins de surgelés, l’internet avec livraison, et les drives. Selon le Panorama de la grande distribution en France réalisé par la DGCCRF en février 2014, le modèle de distribution alimentaire dominant en France est celui des Grandes Surfaces Alimentaires (GSA) avec plus de 60 % des ventes totales en 2012. Néanmoins, à noter que, d’après une étude publiée en 2013 par Xerfi, les marques alimentaires se tournent de plus en plus vers des circuits alternatifs aux grandes surfaces, du fait qu’ils représentent un potentiel de développement important et qu’ils leur assurent de fortes retombées en termes d’image et de proximité avec les consommateurs.
On distingue les circuits alternatifs longs des circuits alternatifs courts. Les circuits de distribution alternatifs « longs » englobent :  les distributeurs automatiques ; les stations-service ; les salles de cinéma et spectacles, les stades, parcs d’attraction, musées ; les points de vente non-alimentaires : magasins de sport, spécialistes de l’équipement de la maison, pharmacies, parapharmacies, jardineries ; la restauration de voyage ; et les Associations de Maintien de l’Agriculture Paysanne (AMAP). Les circuits de distribution alternatifs « courts » regroupent les réseaux physiques : marchés, foires, salons, magasins d’usine, etc. ; la vente directe via des réseaux en propre (du producteur au consommateur) ; les boutiques éphémères ; les réseaux virtuels : vente en ligne avec drive ou livraison, murs virtuels, personnalisation sur le site de la marque, applications mobiles ; les alternatives : bars à yaourts, restaurants, distribution à domicile.